# Pneumònia parasitària
La pneumònia parasitària és una infecció dels pulmons per part de paràsits. És una causa rara de pneumònia, que es dona gairebé exclusivament en pacients immunocompromesos (que tenen un sistema immunitari afeblit o absent). Es tracta d'una infecció respiratòria que pot ser greu o no, depenent del grau d'immunodeficiència del malalt. En persones amb infecció pel VIH les pneumònies oportunistes per Toxoplasma gondii no són rares i cursen de vegades de forma fulminant. També, menys freqüentment, es desenvolupen pneumònies letals per 
Pneumocystis spp. i Strongyloides stercoralis en individus amb alteracions immunitàries greus. L'aparició d'una síndrome de Löffler dins del context de les infeccions respiratòries d'origen parasitari és una circumstància bastant comuna i no és rar que el seu origen sigui una ascariosi pulmonar. Inhabitualment, aquest tipus de pneumònia cursa amb hemobília (presència de sang en la bilis o en els conductes biliars). A vegades, provoca una obstrucció de la via respiratòria superior en individus sotmesos a anestèsia general o es detecten incidentalment les larves del paràsit al trobar infiltrats alveolars bilaterals en les radiografies toràciques fetes a una persona amb politraumatismes causats per un accident de trànsit. Els casos de pneumònia neonatal per Trichomonas vaginalis derivats de la transmissió perinatal del paràsit des de la mare amb tricomonosi al fill són poc comuns i difícils de distingir d'altres trastorns pulmonars del nounat.
Hi ha una sèrie de paràsits, com ara els helmints, els protozous o els plasmodis, que poden afectar el tracte respiratori i els pulmons. En general, els paràsits penetren al cos o bé per la pell o bé sent ingerits. Una vegada dins del cos, arriben als pulmons, habitualment per via hematògena. Allí, la combinació de destrucció cel·lular i de la consegüent resposta immunitària causa una disrupció del transport d'oxigen. Les parasitosis i les infeccions pulmonars per aquests agents patògens solen ser freqüents entre els habitants dels països en vies de desenvolupament, sobretot els dels tròpics. Emperò, la globalització, l'augment dels viatges internacionals i la immigració han incrementat la seva presència també en pacients del Primer Món. A Espanya, amb algunes excepcions, la majoria de pneumònies parasitàries diagnosticades al llarg dels darrers anys tenien el seu origen en malalties infeccioses importades.
Segons el tipus de paràsit, es poden receptar antibiòtics (paromomicina) o antihelmíntics (tinidazole, mebendazole, albendazole, diloxanida, praziquantel, ivermectina, ivermectina combinada amb meropenem, linezolid i daptomicina o metronidazole).
Els paràsits que causen més sovint aquesta malaltia són:
- Ascaris lumbricoides (eventualment es presenta associada a una obstrucció intestinal).[31]
- Schistosoma spp.[32]
  - Schistosoma mansoni.[33]
  - Schistosoma haematobium.[34]
- Toxoplasma gondii (de manera molt inusual s'han registrat casos de pneumònia per aquest paràsit en subjectes immunocompetents).[35]

També s'han descrit pneumònies per:
- Paragonimus westermani.[36]
- Balantidium coli.[37]
- Dirofilaria immitis.[38]
- Echinococcus granulosus.[39]
- Lophomonas blattarum (un protozou comensal del tracte digestiu de certs insectes, com ara les paneroles).[40][41]
- Larves de Chrysomya bezziana (una mosca de les zones tropicals del Vell Món que es caracteritza per alimentar-se agresivament del teixit viu i els líquids corporals de l'hoste).[42]
- Larves plerocercoides del gènere Spirometra[43] (uns cestodes que poden provocar esparganosi pulmonar).[44]
- Raoultella planticola[45] (un bacil gramnegatiu que es troba en sòls, medis aquàtics, mariscs o vegetals contaminats, el qual té similituds fenotípiques amb Klebsiella pneumoniae i és considerat un patogen emergent).[46]
- Chlamydia spp.[47]
  - Chlamydia abortus (per regla general provoca avortaments, parts preterme i sèpsies en embarassades).[48]
  - Chlamydia caviae (habitualment causa infeccions en els conills porquins).[49]
  - Chlamydia pecorum (un patogen zoonòtic).[50]
  - Chlamydia pneumoniae (un paràsit intracel·lular obligat).[51]
  - Chlamydia psittaci (agent causal de la psitacosi i també un paràsit obligat).[52]
  - Chlamydia trachomatis (es veu predominantment en nens petits de mares amb tracoma).[53]
- Infecció congènita per Treponema pallidum.[54]
- Infecció pel virus de la verola del mico.[55]
- Estrongiloïdosi disseminada.[56]
- Pneumocistosi.[57]
  - Pneumocystis carinii[58]
  - Pneumocystis jirovecii[59]
- Legionella pneumophila.[60]
- Legionella gormanii.[61]
- Legionella longbeachae.[62]
- Fasciola spp.[63]
- Francisella spp.[64]
  - Francisella tularensis.[65]
  - Francisella tularensis subsp. holarctica.[66]
  - Francisella philomiragia.[67]
  - Francisella novicida.[68]
- Leishmania spp.[69]
  - Leishmania infantum.[70]
- Plasmodium spp.[71]
  - Plasmodium falciparum.[72]
  - Plasmodium ovale.[73]
  - Plasmodium vivax.[74]
- Toxocara spp.[75]
- Parachlamydiaceae spp.[76]
  - Parachlamydia acanthamoebae.[77]
- Metastrongylus salmi (un nematode paràsit habitualment causant de greus infeccions respiratòries en porcs domèstics i salvatges).[78]
- Ascaris suum.[79]
- Mimivirus[80] (un virus de grans dimensions que és hoste de la ameba Acanthamoeba polyphaga i que pot infectar els humans quan tenen contacte amb aquesta)[81]
- Mycobacterium xenopi (un micobacteri atípic no tuberculós que també parasita espècies del gènere Acanthamoeba i que causa greus pneumònies cavitades en individus amb diverses comorbiditats).[82]
- Coxiella burnetii.[83]
- Entamoeba histolytica.[84]